# Bellulia antemediana
Bellulia antemediana là một loài bướm đêm thuộc họ Erebidae. Nó được tìm thấy ở miền tây Thái Lan.
Sải cánh dài khoảng 13 mm. Cánh trước màu nâu. Cánh sau xám sáng.